# Donaustadtbrücke
Donaustadtbrücke – jedna ze stacji metra w Wiedniu na linii U2. Została otwarta 2 października 2010. 
Znajduje się w 22. dzielnicy Wiednia, Donaustadt. Została zbudowana na wiadukcie, na lewym brzegu Dunaju nad autostradą A22. Jej nazwa pochodzi od mostu Donaustadtbrücke.